# 全国花火競技大会
全国花火競技大会（ぜんこくはなびきょうぎたいかい）は、秋田県大仙市の雄物川河川敷運動公園において、例年8月最終土曜日に開催される花火大会。開催地である大仙市がかつて大曲市であったことから一般に「大曲の花火（おおまがりのはなび）」として知られている。「日本三大花火大会」、かつ、「日本三大競技花火大会」の1つとされる。
1915年（大正4年）から当大会の正式名称は現称であるが、約30年後の1946年（昭和21年）に茨城県土浦市の競技花火大会が当大会と同名に変更したため、同年から半世紀弱の間、同名の花火大会が2つ存在する状況が続いた（この時期に「大曲の花火」の通称が浸透）。しかし、1992年（平成4年）より土浦が「土浦全国花火競技大会」に改称したため、2つの大会が同名である状況は解消した。
2000年（平成12年）からは、全国で当大会と土浦の2つの競技大会にのみ内閣総理大臣賞が授与されている。日本政府の国務大臣および長官から授与される賞の数は当大会が5つと、2番目に多い土浦の3つを上回って全国の競技花火大会の中で最も多い。また、日本で唯一の昼花火の競技大会もある。
当大会は、選抜された28社が、3部門の全てに出場し、昼花火、夜花火合計3つの部門での総合評価によって総合優勝（内閣総理大臣賞）を競う。すなわち、花火師としての総合力（ジェネラリスト）を問う大会といえる。一方、約70社が出場し、スターマインの日本一（スペシャリスト）を決める土浦とは趣旨が対照的である。
秋田県では大学など一部を除いた学校の夏休みが終わる時期（曜日配列によっては終わっている）にもさしかかることや一部の猛暑年を除くと夜の気温が下がり冷涼な気候になるため、北国の短い夏の終わりを象徴するイベントである。

## 概要

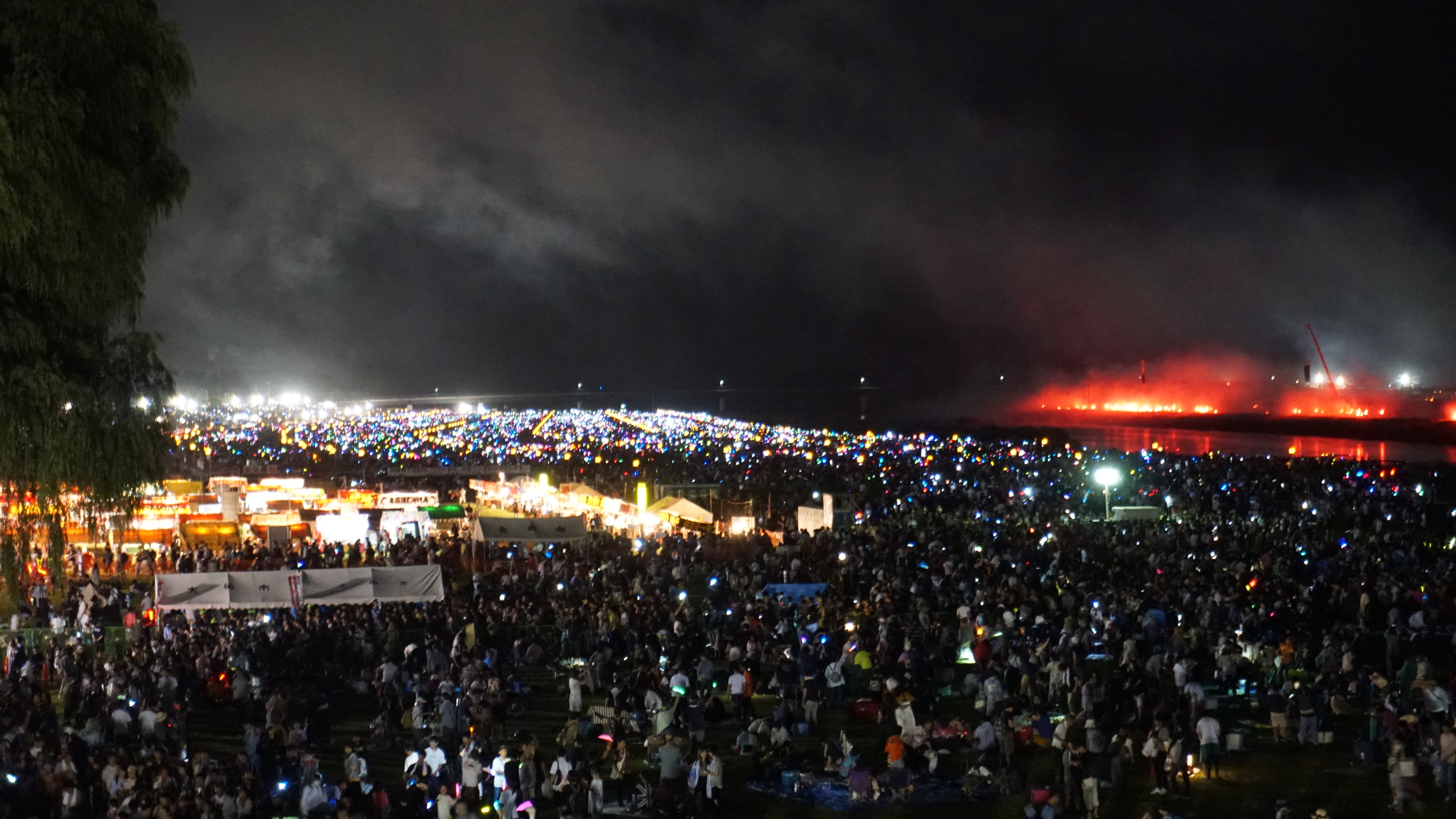
打ち上げ終了後に観客と花火師達の間で行われる「エールの交換」（2018年）

日本煙火協会が後援し、かつ内閣総理大臣賞が与えられる花火大会は全国で当大会（2000年（平成12年）〜）と土浦全国花火競技大会（茨城県土浦市、2000年（平成12年）〜）の2大会のみであり、当大会が日本国内では最も権威のある競技大会である。会場対岸には姫神山、福伝山などがあり、それらの山に反射する音と花火観覧の邪魔になる光がないこともこの大会の自慢の1つである。1910年（明治43年）に奥羽六県煙火共進会として始まり、第二次世界大戦などによる中断を経て2018年（平成30年）で92回目の開催となった。
競技は、17時頃に開始される昼花火の部と、19時頃から開始される夜花火の部からなる。規模は夜花火の部のほうが大きい。昼花火の部は5号早打ち5発、割物または煙竜。夜花火の部は10号玉の部と創造花火の部で競われる。10号玉の部では10号玉2発が打ち上げられる。1発目は三重芯以上の芯入割物で、座り（最高点に達したときに開いているかどうか）、盆（真円であるかどうか）、肩（満遍なく放射状に広がっているかどうか）、消え口（星が一斉に消えるかどうか）、配色などの基準で審査される。2発目の自由玉は、1発目の芯入割物と重複しないことが条件となっている。創造花火は「花火は丸い」という概念を破り創造性を追求する。したがって、形は従来の丸型にこだわることなく三角でも四角でもよい。最近、他の花火大会でも笑顔やアニメキャラクターやヒマワリ、麦わら帽子、サングラス、時間差花火がお馴染みのものになったが、このような創作花火はこの全国花火競技大会が発祥とされている。テーマをもうけて2分30秒以内で形態、色彩、リズム感、立体感などの創造性を審査する。主流は速射連発（スターマイン）だが、8号玉早打ちでも良い。総合優勝者には内閣総理大臣賞、創造花火の部優勝に経済産業大臣賞、10号割物の部優勝には中小企業庁長官賞、昼花火の部優勝に大会会長賞が与えられる。また特別賞で文部科学大臣奨励賞がある。2010年（平成22年）には100周年を記念して100周年記念花火が打ち上げられた。また、第85回大会（2011年）から、前年の大会で内閣総理大臣賞を受賞した花火師による「エキシビジョン花火」が打ち上げられている。さらに夜花火の部では、各プログラムの合間に、協賛企業による「仕掛け花火」や「特別提供番組」などのプログラムが実施される。
競技会の合間にテーマに合わせて打上げられる、ワイドスターマイン「大会提供花火」は毎年大変な人気で、この花火を目的に見に来る観客も多い。各回ごとに異なるテーマを掲げて、大仙市にある花火会社4社（北日本花火興業、小松煙火工業、響屋大曲煙火、和火屋）が1年をかけて共同製作する。「大会提供花火」は幅900メートルに及ぶワイドスターマイン。1セットのスターマインではなく一列に並んで何カ所も打ち上げられ、音楽に合わせて約5〜7分にわたり壮大な打ち上げを行う。「大会提供花火」は、幅を活かした壮大なスケールやテーマに沿ったスターマインの構成、斬新な演出などが非常に良いと評判で、これらのことから「日本一のワイドスターマイン」と呼ばれることも多くあり、大曲の花火を代表するプログラムの一つとなっている。フィナーレの速射連発、数カ所からシンクロで上がるトラの尾、一斉に上がる銀冠・錦冠は圧巻。ドイツ・ハンガリー・台湾・韓国など、海外でも「大会提供花火」の名で打ち上げられた。そのほか、夜の部オープニングの500メートル（2017年から700メートルに拡幅された）ナイアガラ付スターマイン、打ち上げ終了後に観客がライトを振って花火師に感謝を伝える「エールの交換」などが名物となっている。【ちなみに、競技玉は作った本人が打ち上げなければならない。また安全面から花火の火の粉が消えずに地面に触れたら減点などの細かな基準があり、このことからもこの大会が日本のトップクラスの競技会であるといえる。】

## 歴史
大仙市大曲地区にある諏訪神社祭典の余興花火として1910年（明治43年）に「第一回奥羽六県煙火共進会」が開催（仙北新報（現・秋田民報）主催）されたのが始まりとされ、1915年（大正4年）によりレベルの高いものを目指し全国花火競技大会と名前を変え規模を全国に広げた。1964年（昭和39年）に創造花火が生み出される。
第二次世界大戦後すぐに大会は復活したが、戦後の物資不足と混乱より観光客の数は激減した。その後も水害や競技大会という特殊な開催方法がなかなか観光には馴染まず観客は少なかった。この大会を観るのは地元民、花火業者とよほどの花火通を自認するような花火愛好家のみだった。たとえば、1982年（昭和57年）の第56回大会の観客は10万人と発表されている。しかしその後、過疎化が進む市の「町おこしイベント」として利用したい自治体が諏訪神社祭典とは独立した行事としてPRを開始（公金での宗教団体イベントのPRが憲法の政教分離原則に抵触するおそれがあるため。祭典は1週間前に分離開催となる）。東北6県では有数の花火大会となり、1990年代初頭には観客動員数が40万人を越えた（当時の大曲市人口の15倍以上）。
1997年（平成9年）に秋田新幹線が開通し大曲駅に乗り入れるようになると、旅行業者、鉄道会社らが県外で競って大曲花火ツアーを企画。またNHKでこの大会が全国放送されるようになるとさらに知名度があがり、2007年（平成19年）の第81回大会では過去最高の約76万人を記録した。大会の歴史を知る資料としては2006年（平成18年）11月に「第80回全国花火競技大会記念誌」が編集発行されている。2020年（第94回）は2019新型コロナウイルスの影響で1年延期。

## 最高賞受賞者
- 2006年（第80回） - 長野県 株式会社紅屋青木煙火店
- 2007年（第81回） - 茨城県 野村花火工業株式会社
- 2008年（第82回） - 茨城県 野村花火工業株式会社
- 2009年（第83回） - 秋田県 株式会社北日本花火興業
- 2010年（第84回） - 茨城県 株式会社山﨑煙火製造所
- 2011年（第85回） - 長野県 株式会社紅屋青木煙火店
- 2012年（第86回） - 山梨県 山内煙火店
- 2013年（第87回） - 秋田県 株式会社小松煙火工業
- 2014年（第88回） - 茨城県 野村花火工業株式会社
- 2015年（第89回） - 静岡県 株式会社イケブン
- 2016年（第90回） - 茨城県 野村花火工業株式会社
- 2017年（第91回） - 茨城県 野村花火工業株式会社
- 2018年（第92回） - 群馬県 有限会社菊屋小幡花火店
- 2019年（第93回） - 茨城県 野村花火工業株式会社
- 2022年（第94回） - 山梨県 株式会社マルゴー
- 2023年（第95回） - 茨城県 野村花火工業株式会社
- 2024年（第96回） - 秋田県 株式会社小松煙火工業

## 各年 優勝創造花火
- 2001年（第75回） - 剣の舞（秋田県 （株）北日本花火興業）
- 2002年（第76回） - ドラネコロックンロール（秋田県 （株）北日本花火興業）
- 2003年（第77回） - 踊るミラーボール（愛知県 （株）磯谷煙火店）
- 2004年（第78回） - 移りゆく季節の中で（茨城県 野村花火工業（株））
- 2005年（第79回） - 光のウェディング 〜祝福の花束〜（茨城県 野村花火工業（株））
- 2006年（第80回） - 我が麗しき日本の花火（長野県 （株）紅屋青木煙火店）
- 2007年（第81回） - メッセージ 〜永遠の光になって〜（茨城県 野村花火工業（株））
- 2008年（第82回） - 蕾から花へ（茨城県 野村花火工業（株））
- 2009年（第83回） - え!アフロでマンボ!?（秋田県 （株）北日本花火興業）
- 2010年（第84回） - 世界中の子供たちへ 〜メリークリスマス〜（茨城県 （株）山崎煙火製造所）
- 2011年（第85回） - 今夜、どこかのBARで 〜男と女の物語〜（愛知県 （株）磯谷煙火店）
- 2012年（第86回） - 日本の花 〜侘寂〜（山梨県 （株）山内煙火店）
- 2013年（第87回） - 桜-世界へ届け日本の心-（長野県 （株）紅屋青木煙火店）
- 2014年（第88回） - Atlantis - 海に眠る幻想の世界 - （長野県 （株）紅屋青木煙火店）
- 2015年（第89回） - 宇宙誕生!ビッグバン現象と華麗なる星々（静岡県 （株）イケブン）
- 2016年（第90回） - 光の旋律（茨城県 野村花火工業（株））
- 2017年（第91回） - 水辺に集う蛍 〜光を燈し・舞う〜（長野県 （有）伊那火工堀内煙火店）
- 2018年（第92回） - クリスタルオパール〜大地を照らす神秘の輝き〜（秋田県 （株）小松煙火工業）

## 各年10号割物優勝玉名
2005年
|        | 打揚業者                        | 課題玉                   | 自由玉                   |
| ------ | ------------------------------- | ------------------------ | ------------------------ |
| 優勝   | 茨城県 野村花火工業株式会社     | 昇曲導付四重芯引先紅光露 | 昇曲導付五重芯冠菊緑点滅 |
| 準優勝 | 秋田県 株式会社小松煙火工業     | 昇曲導付四重芯変化菊     | 昇曲導四重芯冠菊         |
| 優秀賞 | 長野県 有限会社太陽堂田村煙火店 | 昇雄花四重芯変化菊       | 昇曲付八重芯錦冠変化     |
| 優秀賞 | 山梨県 株式会社山内煙火店       | 昇曲付三重芯変化菊       | 昇曲導付八重千華芯錦の華 |
| 優秀賞 | 静岡県 株式会社イケブン         | 昇曲付三重芯変化菊       | 幻想霧の花冠             |
2006年
|        | 打揚業者                      | 課題玉                   | 自由玉                   |
| ------ | ----------------------------- | ------------------------ | ------------------------ |
| 優勝   | 茨城県 野村花火工業株式会社   | 昇曲導付四重芯引先紅光露 | 昇曲導付五重芯冠菊緑点滅 |
| 準優勝 | 群馬県 有限会社菊屋小幡花火店 | 昇曲導付四重芯変化菊     | 光のイリュージョン       |
| 優秀賞 | 茨城県 株式会社山崎煙火製造所 | 昇曲付三重芯紅青光露     | 昇曲付四重芯青点滅       |
| 優秀賞 | 愛知県 株式会社磯谷煙火店     | 昇曲付三重芯変化菊       | 万葉花                   |
| 優秀賞 | 山梨県 株式会社齊木煙火本店   | 昇曲導付四重芯変化菊     | 昇曲導付四重芯錦大柳     |
2007年
|        | 打揚業者                      | 課題玉                   | 自由玉                     |
| ------ | ----------------------------- | ------------------------ | -------------------------- |
| 優勝   | 茨城県 野村花火工業株式会社   | 昇曲導付四重芯引先紅光露 | 昇曲導付五重芯冠菊緑点滅   |
| 準優勝 | 長野県 信州煙火工業株式会社   | 昇曲導付三重芯変化菊     | 昇曲導付三重芯錦冠菊紅爆花 |
| 優秀賞 | 茨城県 株式会社山﨑煙火製造所 | 昇曲付四重芯銀点滅       | 昇曲付引き冠に浮模様       |
| 優秀賞 | 静岡県 株式会社イケブン       | 昇曲付三重芯変化菊       | 新緑の森                   |
| 優秀賞 | 群馬県 有限会社菊屋小幡花火店 | 昇曲付四重芯変化菊       | 煌めきの花かんむり         |
2008年
|        | 打揚業者                      | 課題玉                   | 自由玉                          |
| ------ | ----------------------------- | ------------------------ | ------------------------------- |
| 優勝   | 茨城県 野村花火工業株式会社   | 昇曲導付四重芯引先紅光露 | 昇曲導付五重芯冠菊緑点滅        |
| 準優勝 | 群馬県 有限会社菊屋小幡花火店 | 昇曲導付四重芯引先紅光露 | 昇曲導付四重芯点滅花            |
| 優秀賞 | 長野県 有限会社紅屋青木煙火店 | 昇曲付四重芯変化菊       | 曲付夜空のルミナリエ            |
| 優秀賞 | 秋田県 株式会社小松煙火工業   | 昇曲導五重芯変化菊       | マジックスター 〜時差式発光体〜 |
| 優秀賞 | 茨城県 株式会社山﨑煙火製造所 | 昇曲付四重芯変化菊       | 昇曲付四重芯錦冠先銀点滅        |
2009年
|        | 打揚業者                        | 課題玉                   | 自由玉                       |
| ------ | ------------------------------- | ------------------------ | ---------------------------- |
| 優勝   | 茨城県 株式会社山﨑煙火製造所   | 昇曲導付四重芯橙先銀点滅 | 夢の観覧車                   |
| 準優勝 | 愛知県 株式会社磯谷煙火店       | 昇曲付三重芯変化菊       | 白い太陽                     |
| 優秀賞 | 秋田県 株式会社小松煙火工業     | 昇曲導五重芯変化菊       | 昇曲付八方咲芯時間式開花之華 |
| 優秀賞 | 長野県 信州煙火工業株式会社     | 昇曲導付四重芯引先紫光露 | 八方咲き大柳乱舞             |
| 優秀賞 | 東京都 株式会社丸玉屋小勝煙火店 | 昇曲導三重芯変化菊       | 秋田の華                     |
2010年
|        | 打揚業者                        | 課題玉                   | 自由玉                                       |
| ------ | ------------------------------- | ------------------------ | -------------------------------------------- |
| 優勝   | 茨城県 野村煙火工業株式会社     | 昇曲導付四重芯引先紅光露 | 青空にきらめく光の虹                         |
| 準優勝 | 茨城県 株式会社山﨑煙火製造所   | 昇曲付四重芯銀点滅       | タンポポの唄                                 |
| 優秀賞 | 秋田県 株式会社小松煙火工業     | 昇曲導五重芯変化菊       | 二層時差式発光球                             |
| 優秀賞 | 秋田県 株式会社北日本花火興業   | 昇曲導付四重芯錦先変化菊 | 赤いりんご〜ニュートンの万有引力の法則 その2 |
| 優秀賞 | 東京都 株式会社丸玉屋小勝煙火店 | 昇曲導四重芯変化菊       | 出羽の花畑                                   |
2011年
|        | 打揚業者                        | 課題玉                 | 自由玉               |
| ------ | ------------------------------- | ---------------------- | -------------------- |
| 優勝   | 山梨県 株式会社山内煙火店       | 昇曲導付三重芯変化菊   | Magic Art            |
| 準優勝 | 長野県 株式会社紅屋青木煙火店   | 昇曲付四重芯変化菊     | 錦先五度変化         |
| 優秀賞 | 群馬県 有限会社菊屋小幡花火店   | 昇曲付四重芯菊先青光露 | ピンクの花びら八重桜 |
| 優秀賞 | 茨城県 株式会社山﨑煙火製造所   | 昇曲付四重芯銀点滅     | Oh!シャンデリヤ      |
| 優秀賞 | 東京都 株式会社丸玉屋小勝煙火店 | 昇曲導四重芯変化菊     | 花束模様の五色花     |
2012年
|        | 打揚業者                      | 課題玉                   | 自由玉           |
| ------ | ----------------------------- | ------------------------ | ---------------- |
| 優勝   | 長野県 信州煙火工業株式会社   | 昇曲導付四重芯引先黄閃光 | 時差式 点滅花    |
| 準優勝 | 長野県 有限会社田村煙火店     | 昇雄花四重芯変化菊       | 山紫陽花         |
| 優秀賞 | 山梨県 株式会社山内煙火店     | 昇曲導付三重芯変化菊     | 侘寂の花         |
| 優秀賞 | 山梨県 株式会社齊木煙火本店   | 昇曲導付四重芯引先紅光輝 | 虹色のブーケ     |
| 優秀賞 | 群馬県 有限会社菊屋小幡花火店 | 昇曲導付四重芯菊先青光露 | モノクロームの華 |
2013年
|        | 芯入割物の部                                           | 自由玉の部                                                |
| ------ | ------------------------------------------------------ | --------------------------------------------------------- |
| 優勝   | 秋田県 株式会社小松煙火工業 「昇銀引五重芯変化菊」     | 秋田県 株式会社和火屋 「昇天銀龍万華鏡写輪丸」            |
| 準優勝 | 茨城県 株式会社山﨑煙火製造所 「昇曲付五重芯煌の華」   | 秋田県 株式会社小松煙火工業 「カメレオンボール」          |
| 優秀賞 | 茨城県 筑北火工堀米煙火店 「昇り曲導付三重芯錦紅光露」 | 茨城県 株式会社山﨑煙火製造所 「水辺に蛍花」              |
| 優秀賞 | 愛知県 株式会社磯谷煙火店 「昇曲付三重芯変化菊」       | 茨城県 野村花火工業株式会社 「変幻 〜変わり続ける色彩〜」 |
2014年
|        | 芯入割物の部                                         | 自由玉の部                                           |
| ------ | ---------------------------------------------------- | ---------------------------------------------------- |
| 優勝   | 秋田県 株式会社小松煙火工業 「昇天銀竜五重芯変化菊」 | 茨城県 野村花火工業株式会社 「幻想イルミネーション」 |
| 準優勝 | 茨城県 野村花火工業株式会社 「昇曲導付五重芯変化菊」 | 秋田県 株式会社小松煙火工業 「氷花（ICE CRYSTAL）」  |
| 優秀賞 | 茨城県 株式会社山﨑煙火製造所 「昇曲付五重芯銀点滅」 | 長野県 株式会社紅屋青木煙火店 「夏の終りの夕陽」     |
| 優秀賞 | 山梨県 株式会社山内煙火店 「昇曲導付三重芯変化菊」   | 長野県 有限会社伊那化工堀内煙火店 「土星探査衛星」   |
2015年
|        | 芯入割物の部                                           | 自由玉の部                                            |
| ------ | ------------------------------------------------------ | ----------------------------------------------------- |
| 優勝   | 秋田県 株式会社小松煙火工業 「昇天銀竜五重芯変化菊」   | 秋田県 株式会社小松煙火工業 「茜空」                  |
| 準優勝 | 長野県 株式会社紅屋青木煙火店 「昇り曲付四重芯変化菊」 | 静岡県 株式会社イケブン 「思い出のピンクのガーベラ♡」 |
| 優秀賞 | 秋田県 大曲花火化学工業有限会社 「昇曲付四重芯変化菊」 | 愛知県 株式会社磯谷煙火店 「ミラーボール」            |
| 優秀賞 | 山梨県 株式会社マルゴー 「昇り曲付三重芯変化菊」       | 茨城県 野村花火工業株式会社 「光の波紋」              |
2016年
|        | 芯入割物の部                                                         | 自由玉の部                                     |
| ------ | -------------------------------------------------------------------- | ---------------------------------------------- |
| 優勝   | 長野県 有限会社太陽堂田村煙火店 「昇り雄花四重芯変化菊」             | 山梨県 株式会社マルゴー 「春の訪れ」           |
| 準優勝 | 長野県 株式会社伊那火工堀内煙火店 「昇り分砲付四重芯菊先紅緑白閃光」 | 愛知県 株式会社磯谷煙火店 「スノークリスタル」 |
| 優秀賞 | 茨城県 株式会社山﨑煙火製造所                                        | 長野県 有限会社伊那火工堀内煙火店              |
| 優秀賞 | 静岡県 田畑煙火株式会社                                              | 茨城県 筑北火工堀米煙火店                      |
2017年
|        | 芯入割物の部                                       | 自由玉の部                                     |
| ------ | -------------------------------------------------- | ---------------------------------------------- |
| 優勝   | 茨城県 野村花火工業株式会社 「昇曲付五重芯変化菊」 | 茨城県 野村花火工業株式会社 「キラキラ万華鏡」 |
| 準優勝 | 秋田県 株式会社小松煙火工業 「昇銀竜五重芯変化菊」 | 群馬県 有限会社菊屋小幡花火店 「輪廻の讃歌」   |
| 優秀賞 | 長野県 有限会社伊那火工堀内煙火店                  | 山梨県 株式会社齋木煙火本店                    |
| 優秀賞 | 東京都 株式会社丸玉屋小勝煙火店                    | 長野県 有限会社伊那火工堀内煙火店              |

## 過去の大会提供花火
- 1981年（第55回） - 子供たちの「スペースシャトル」
- 1982年（第56回） - 桂林の幻想
- 1983年（第57回） - 甦るアラビアンナイト
- 1984年（第58回） - 光に見つけよう美しい街
- 1985年（第59回） - 日中親善「中国の花火」
- 1986年（第60回） - 第60回記念 大いなる秋田
- 1987年（第61回） - 光と水のファンタジー
- 1988年（第62回） - 五色の華に乾杯
- 1989年（第63回） - 光と音で綴るミュージカルPART1 サウンド オブ ミュージック
- 1990年（第64回） - 光と音で綴るミュージカルPART2 メリーポピンズ
- 1991年（第65回） - 光と音で綴る 平和への祈り（サーチライトを使用）
- 1992年（第66回） - 和の宴「響」
- 1993年（第67回） - 未来の子供たちへまあるい地球一番星より美しく
- 1994年（第68回） - 鐘ロマン天空に舞うシンフォニー
- 1995年（第69回） - 美の地球から21世紀へのメッセージ
- 1996年（第70回） - 大いなる秋田（第70回記念企画の大会提供花火、レーザー光線を使用）
- 1997年（第71回） - 古代への誘い
- 1998年（第72回） - 宇宙への誘い
- 1999年（第73回） - ザッツエンターティメント「HANABI」ほど素敵なショーはない
- 2000年（第74回） - カウントダウン2000 新世紀への序曲
- 2001年（第75回） - HANABIでセッション 〜ジャズコンサートの世界へ〜
- 2002年（第76回） - 暁 あかつき（和風の要素をもたらした大会提供花火、主に冠菊などが多い）
- 2003年（第77回） - LOVE&PEACE 〜天使たちのメッセージ〜
- 2004年（第78回） - 輝彩繚乱
- 2005年（第79回） - HAREM 〜砂漠の宮殿〜（砂漠をテーマにした大会提供花火、主に銀冠菊などが多い）
- 2006年（第80回） - 日本の花火 〜80th Anniversary〜（第80回記念企画の大会提供花火）
- 2007年（第81回） - BEAT OF PASSION
- 2008年（第82回） - 未来惑星 栄光への輝き
- 2009年（第83回） - 新世紀 維新 武士道（武士をテーマにした大会提供花火、主に菊や柳などが多い）
- 2010年（第84回） - 挑戦 〜新たなる100年の始まり〜（100周年記念企画の大会提供花火）
- 2011年（第85回） - 奥州曙光 〜悠久なる黄金の祈り〜
- 2012年（第86回） - Believe 〜夢を未来につなげよう〜
- 2013年（第87回） - Mission あ
- 2014年（第88回） - Boléro ボレロ
- 2015年（第89回） - あさきゆめみし
- 2016年（第90回） - 歓喜
- 2017年（第91回）  - 生命のまつり
- 2018年（第92回） - SING SING SING
- 2019年（第93回） -令和祝祭
- 2022年（第94回） -  暁光
- 2023年（第95回） -  展覧会の絵
- 2024年（第96回） - THE GREATEST SHOW

## 出場煙火業者
以下は第60回以降から出場した煙火業者である。過去に出場した煙火業者も含む。
- 北海道 海洋化研 - 第80回まで出場
- 秋田県 小松煙火工業
- 秋田県 北日本花火興業
- 秋田県 響屋大曲煙火（旧：大曲花火化学工業）
- 秋田県 和火屋（旧：仙北火工）
- 山形県 松田煙火製造所 - 第63回まで出場
- 宮城県 芳賀火工
- 宮城県 若松煙火製造所
- 福島県 菅野煙火店
- 福島県 川崎火工服部煙火店 - 第80回まで出場
- 福島県 長尾銃砲火薬店
- 群馬県 菊屋小幡花火店
- 埼玉県 根岸火工
- 茨城県 金沢煙火工場 - 第80回まで出場
- 茨城県 山崎煙火製造所
- 茨城県 大同火工煙火店 - 第65回まで出場
- 茨城県 野村花火工業株式会社
- 静岡県 田畑煙火 - 第65回まで出場。第86回に21年ぶりに出場復活
- 岡山県 笹井煙火 - 第68回まで出場
- 山梨県 株式会社マルゴー

## 大会イメージマスコットキャラクター
2006年（平成18年）より起用された当大会のゆるキャラ系のイメージマスコットキャラクター（ただし、はなちゃんを除く）。
- つつどん - 打ち上げ筒がモチーフ。オヤジキャラをイメージしており、腰に腹巻をしている。身長約140cm・体重約40kg。
- たまちゃん - 打ち上げ玉がモチーフ。設定上は赤ん坊をイメージしており、頭にリボンを身につけ、口におしゃぶりをしている。身長約30cm・体重約15kg。
- はなちゃん - 当イメージマスコットキャラクター中、唯一人間の女の子（設定年齢は10歳前後?）がモチーフとなっている。口元の左側にあるホクロがトレードマーク。オーバーオール姿と浴衣姿の2種類が存在している。

## 大会イメージソング
- 「夢の空」津雲優（夜花火の部オープニング）
- 「いざないの街-秋田県民歌-」津雲優（夜花火の部フィナーレ尺玉30連発）
- 「満天の星」南こうせつ（大会エンディング 花火師とのエール交換）

## 放送について

### テレビ
毎年、NHKの衛星放送（NHK-BS）で生放送されている。BSアナログハイビジョン時代の1998年（平成10年）から夏の特集「日本の祭」シリーズの一つとして生中継され（2000年（平成12年）は録画放送のみ）、後日、BS2でも再放送されていた（地域によっては総合テレビで深夜に放送することもあった）。BSデジタル放送開始後の2001年（平成13年）からはBSデジタルハイビジョンでも同時中継している。また、2〜3週遅れの金曜夜19:30〜20:43に秋田局ローカル（場合により東北6県ブロックネット）の『あきたスペシャル』（2006年（平成18年）・2007年（平成19年）は『ワンダフル東北』（東北ブロックネット））で73分の短縮放送で再度放送されている。2010年（平成22年）は8月28日にBSハイビジョンで生中継し、翌29日には海外向けにNHKワールド・プレミアムを通じ、15:15〜18:00（JST）に録画放送を行った。
BSデジタルハイビジョンでの中継放送は2010年（平成22年）で最後となったが、2011年（平成23年）以降はBSデジタルハイビジョンの実質の後継チャンネルであるNHK BSプレミアムでハイビジョン生中継されている。2018年（平成30年）以降よりスーパーハイビジョン放送に対応し、2019年（令和元年）からはNHK BS8Kにて生中継されている。5.1チャンネルデジタルサラウンドを用いた音声多重放送であり、花火の打ち上げ中は、主音声では基本的に現地の音声のみで、副音声では各花火の解説や見どころを解説者が紹介する。本番組での制作協力はオフィス・トゥー・ワン。

### ラジオ
地元県域FM局であるFM秋田では、2010年（平成22年）は19:00〜21:00に、2011年（平成23年）は18:30〜19:55に、それぞれ会場から生放送を行った。
2014年（平成26年）からTMO大曲（エフエムはなび）で、駐車場情報など「終日全編生放送」を開始。

## 来場客数
来場者数は主催者や大仙市からは公式には公表されていない。
秋田県観光統計の「主要観光行事への来場者数の推移」において全国花火競技大会の来場客数（概数）が記載されている。
- 2013年（平成25年） - 760,000人[12]
- 2014年（平成26年） - 720,000人[12]
- 2015年（平成27年） - 710,000人[12]
- 2016年（平成28年） - 740,000人[12]
- 2017年（平成29年） - 740,000人[12]
- 2018年（平成30年） - 750,000人[12]
- 2019年（令和元年） - 750,000人[12]
- 2020年（令和2年） - 中止[12]
- 2021年（令和3年） - 中止[12]
- 2022年（令和4年） - 600,000人[12]

2023年（令和5年）の入込客数について令和5年秋田県観光統計は「資料6 行祭事・イベント別観光地点等入込客数（延べ人数）一覧」で9万人としている。この約9万人の数字は有料席購入者数であり、総観客数は60万人と推計されている。

## 大会会場および周辺の問題と対策

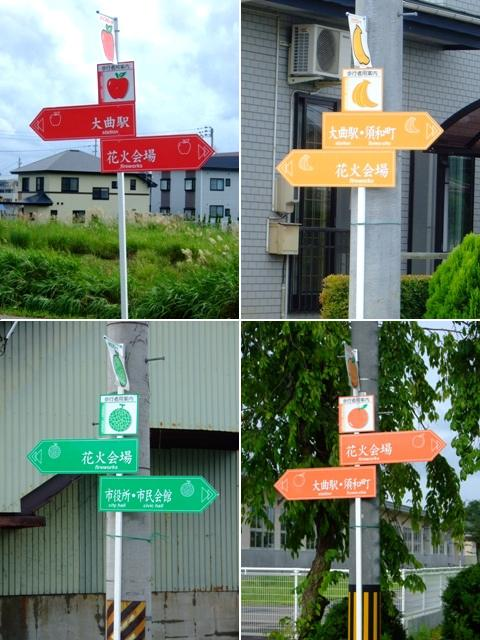
観覧ゲートの案内標識

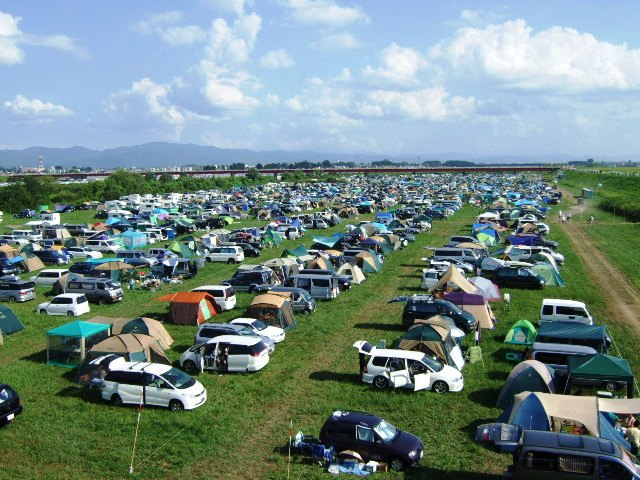
泊り込みの観覧客

花火そのものは雄物川河川敷運動公園で無料で観ることができていたが、2017年（第91回大会）から、ごみ処理や会場警備等運営費用の増大を理由に、自由観覧席での観覧者についても、一人1000円の環境整備協力費が徴収されることとなった（高校生以下は無料）。その他、有料の桟敷席や法面を利用した椅子席、キャンプができる駐車場なども用意されている。ただし、有料観覧席は徹夜組も出るなど発売後すぐに完売するのが通例である。 ただし、2018年（第92回大会）は、抽選制ではなく先着販売となり、完売まではいくらかの時間を要し、余裕を持って入手することができたようである。有料観覧席は大会協賛企業に優先的に販売されており、またチケットはウェブ上で転売を禁止しているものの実際はオークションにより高額で取り引きされるなど本来無料で見ることができた花火が有料化されたことへの批判も高まっている。
雨天順延がほとんどないのもこの大会の特徴だが、過去には台風などの自然災害で雄物川が増水し、打ち上げ場や観覧席が確保できない場合に限り順延となったことがある。雨天でも開催されるため、雨天時でも観覧したい場合にはレインコート、長ぐつ等、相当の準備が必要になる。なお、過去に順延となった場合は、次の週の平日に開催された。
過去には、観覧席を確保するために発売2週間くらい前から近くの公園や河川敷にキャンプを張るくらいの盛況振りであったが、2007年（平成19年）の周辺住民との騒音問題で2008年（平成20年）は公園内を規制し、抽選整理券制度に変更した。
人口4万人弱の大仙市大曲地区に約70万人の見物客が押し寄せるため、混雑による混乱が見られる。JRは臨時列車を出し701系電車を最大7両編成（2+2+3両）に秋田新幹線仙台・盛岡・秋田発着の臨時列車を設定して輸送している。しかし奥羽本線・田沢湖線は普通列車と秋田新幹線が同一の線路上を走行しているため、大規模な増発をするも単線路線の列車の行き違いの都合で乗車時間が集中してしまう。また、大曲駅隣接の駅では一応電車は停車するものの、始発駅から大曲駅まで誰も降りない満員状態のため、危険防止もあり車掌から次の列車に乗るよう指示されることもある。
車での来客は秋田県内からが最も多く、次いで宮城県・青森県・岩手県の順になっている（2009年（平成21年））。大仙市大曲地区から半径50キロメートル圏内の主要道路ではすべてが黄色点滅信号になっているが、大会終了後は大仙市大曲地区から秋田市中心部まで約50キロメートル（国道13号経由）が最大5時間という渋滞が起こる。駐車場も通常の駐車容量では収まりきれないため大会関係者が用意する臨時駐車場、オートキャンプ場、一部の道路（通常は駐車禁止）、また民家でも臨時駐車場を設けるところがあるが間に合ってはいない。このため2004年（平成16年）からパーク&バスライド方式を採用し、横手市方面からの渋滞を防ぐことも行う試験を行ったり毎年地元の秋田放送、秋田テレビ、NHK秋田放送局、FM秋田と日本道路交通情報センター秋田情報センターでは渋滞対策に関する呼びかけラジオCMなどを毎年、1週間前から流している。
花火会場となる雄物川河川敷運動公園は特に混雑する。そのため大曲駅から徒歩で来る来場客には、観覧会場ゲートごとに設置されている「リンゴ」「バナナ」「メロン」「ミカン」の絵を掲げた看板で誰でも分かりやすく誘導できるようにしている。
全国花火競技会会場では「ごみは持ち帰らない」というルールになっていて、場内アナウンスでも持ち帰らないように呼びかけがある。数年前までは常識的に考えごみを持ち帰る観客が結局市内道路上に捨ててしまい、おびただしい量のごみが街中散乱する問題が深刻化した。今ではごみは、主催者が会場、駐車場及びキャンプ場に用意する巨大ごみ箱（産業廃棄物用輸送コンテナ）や集積スペースに捨てるよう奨励されている。ちなみに公式サイトによれば、大会付近で出るゴミの量は毎年100トンを超えるという。

## アクセス
当日は交通規制があり、大曲駅では改札制限などが行われ、例年混雑している。

### 鉄道
東日本旅客鉄道（JR東日本）秋田新幹線（奥羽本線・田沢湖線）、大曲駅下車。徒歩30分。
当日は、定期列車（秋田新幹線を除く（固定編成のため増結ができないため））の増結が行われるほか、秋田新幹線（全線）、東北新幹線（盛岡〜仙台・東京：秋田新幹線との直通運転・東京は下りのみ）、奥羽本線（新庄〜大曲〜大館）、北上線（全線）、東北本線（盛岡〜北上〜一ノ関：田沢湖線と北上線の臨時列車に接続）に臨時列車が多数運転される。臨時列車には「花火」「ナイアガラ」「スターマイン」などの愛称が付けられている。なお、秋田新幹線と東北新幹線の臨時列車は「こまち」として運転される。
また、秋田新幹線も年によっては通常停車しない仙台以南の駅に停車する系統が準備されることもある。
帰路の大曲駅では臨時改札口を使用して方向別改札（新庄方面、秋田方面、田沢湖線、新幹線）が実施されるほか、秋田駅では臨時のきっぷ売場と列車別の待合所が設けられることがある。

### 路線バス
- 羽後交通が運行している路線バスは、当日午前に大曲バスターミナルを発着および通過する便以外はすべて運休する。
  - 大仙市循環バス、大曲角館線、横手大曲線、急行横手秋田線ほか。

### 自家用車
この所要時間は、通常利用した場合の時間である。
渋滞予想は大曲花火アクセスnaviの渋滞データバンクで確認できる。
- 秋田自動車道・大曲ICから国道105号経由で通常20分。
  - 秋田自動車道・大曲ICから大曲西道路・飯田IC経由で通常15分。
  - 秋田市方向から国道13号経由で通常70分。
  - 横手市方向から国道13号経由で通常30分。
  - 仙北市方向から国道105号経由で通常20分。

### 軽車両等
- 自転車については、指定駐輪場以外持ち込み禁止。
  - 指定駐輪場も開場時間以外は利用できない。

## 当日の道路交通の状況
道路の状況
以下の情報はあくまでも目安である。当日は、NHK秋田放送局、秋田放送、FM秋田が臨時の交通情報を多数放送する。
- 上記でもふれているが、大会終了後は各方面の国道・高速道路が一気に渋滞となる。
- 会場近くの駐車場は歩行者の安全確保のため、11:30頃より23:30以降まで車両通行ができない（自転車も含まれる）。
- 秋田自動車道は、大曲インターチェンジを通過する車で渋滞するほか、大会開始前の交通流入で、毎年、和賀仙人トンネル（岩手県）を先頭に渋滞が発生し、2007年（平成19年）には最大16kmの渋滞が発生した。帰路は、横手インターチェンジ付近で渋滞する。
- 大会終了後の夜に限り、錦秋湖サービスエリア（岩手県）のスナックコーナーと給油所が終夜営業する。